# Virtù
Ne doit pas être confondu avec Vertu ou Virtus.

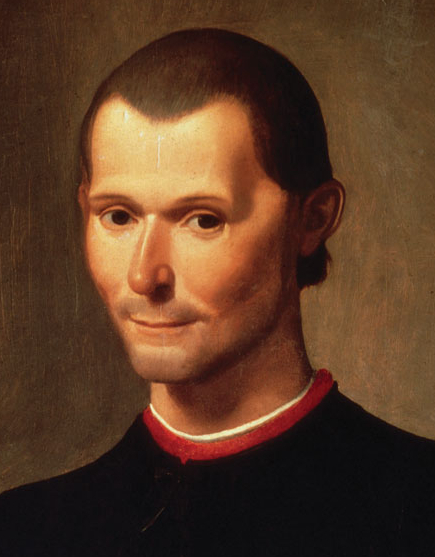
Machiavel dans la robe d'un fonctionnaire florentin.

Virtù est un concept théorisé par Nicolas Machiavel, centré sur l'esprit et la capacité d'une population ou d'un dirigeant mais comprenant également un ensemble plus vaste de caractéristiques nécessaires au maintien de l'État et à « l'accomplissement de grandes choses ».
Dans un développement secondaire, le même mot désigne un objet d'art.

## Origines classiques et médiévales
Virtù est un mot italien signifiant « vertu » ou « pouvoir », dérivé du latin virtus (traduction littérale : « virilité »). Il décrit les qualités souhaitables pour un homme, par opposition à vizio (vice). En italien, le terme virtù est historiquement lié au concept grec d'arété , le virtus latin et les vertus catholiques médiévales comme les Sept vertus. Ainsi, le terme utilisé par Machiavel est lié au concept d'Éthique de la vertu.
Aristote a posé la question « faut-il considérer la vertu d'un homme bon et celle d'un citoyen sain comme la même vertu ». Thomas d'Aquin souligne que parfois « quelqu'un est un bon citoyen qui n'a pas la qualité... d'un homme bon ».
Machiavel suggère un ensemble de vertus différent d'Aristote et de Thomas d'Aquin, apparemment moins axé sur la bienfaisance et la concorde, et davantage sur le courage. Selon Machiavel, le terme virtù inclut l'orgueil, la bravoure, l'humanisme civique, la force et une quantité d'impitoyable (???). À l'appui de cette thèse, (qui ?) souligne que la virtù chez Machiavel se réfère aux attributs du héros épique : la valeur, la ruse, le talent, le caractère.

## Florence
Les républicains florentins au tournant du XVIe siècle, comme François Guichardin redécouvrent le concept classique de la vertu de citoyen actif et cherchent une réponse aux problèmes de préservation de l'indépendance de leur cité.
Machiavel étend l'étude de la vertu classique au sens de son habileté, de sa valeur et de son leadership, pour englober également le prince ou le chef de guerre.
Virtù, pour Machiavel, n'équivaut pas à la vertu morale , mais est plutôt lié à la raison d'État. En effet, ce qui est bon pour l’État et pour le dirigeant peut être en contradiction avec ce qui est moralement bon au sens chrétien.

### Influence
L’idéalisation machiavélique positive des vertus de l’ancien républicanisme et l’image négative de virtù en tant que Realpolitik sont transmises à la conscience européenne au cours des siècles qui ont suivi.

## Sens artistique
Une signification anglaise secondaire développée au XVIIIe siècle est un « objet de curiosité ou d’art en tant que valeur en soi ». Horace Walpole fait référence à « mes livres, ma virtù et mes autres folies ».
À la suite de la création de l'Académie royale en 1768, un contemporain estime que « le goût de la virtù est devenu universel ».